# Hans Lohberger
Hans Lohberger (* 25. Jänner 1920 in Graz-Waltendorf; † 4. Oktober 1979 am Reinerkogel bei Graz) war ein österreichischer Schriftsteller. Er hat weit über 6.000 Gedichte und über 10.000 Aphorismen verfasst. Er war Mitglied des Steirischen Schriftstellerbundes.

## Leben

### Kindheit und Ausbildung
Hans Lohberger war Sohn von Julius Willibald Wenzel Lohberger (* 16. Juli 1888 in Fürstenfeld; † 6. Mai 1970 in Graz), einem Professor der Grazer Handelsakademie und späteren Direktor der Farbenfabrik A. Zankl, Wirtschaftsprüfer, Steuerberater, Kommerzialrat sowie Lektor für Betriebswirtschaftslehre an der Universität Graz. Lohbergers Mutter war Auguste Lohberger (* 1890 in Graz als Auguste Edle von Casati). Sie verstarb als Hans fünf Monate alt war an einem Gehirntumor. In den folgenden Jahren übernahm Luise Tybery, eine Schulkollegin und Jugendfreundin seiner Mutter, die Betreuung und Erziehung des Sohnes. Damit erfüllte sie ihren Letzten Willen.
Nachdem Hans Lohberger vier Jahre lang die Volksschule besuchte, ging er im Jahr 1930 auf das Akademische Gymnasium in Graz. In dieser Zeit unternahm er erste Versuche zu dichten. Lohberger verfasste im Alter von 17 Jahren sein erstes philosophisches Werk Friedrich Nietzsche – unzeitgemäß? Selbstbekenntnisse und Kriegserklärungen. Zum 1. Mai 1938 trat er der NSDAP bei (Mitgliedsnummer 6.268.649). Im Jahr 1939 machte Hans Lohberger seine Matura; seine Noten in Deutsch und Philosophie waren „Sehr gut“.

### Studium, Beruf und Arbeitsdienst
Nachdem er seinen Reichsarbeitsdienst abgeleistet hatte, begann Lohberger Ende 1939 mit einem Medizinstudium. Dieses brach er vorläufig ab, um im Frühjahr 1941 bei der Steiermärkischen Bank in Graz anfangen zu arbeiten. Wie etwa ein Jahr zuvor, damals aber aus gesundheitlichen Gründen nur kurzzeitig, wurde Lohberger im Herbst 1941 auf Kriegsdauer zur Wehrmacht eingezogen. Dort war er im Bodenpersonal in Deutschland und Frankreich tätig; wegen schwerer Erkrankungen war er häufig im Lazarett.
Lohbergers Vater heiratete am 30. Mai 1940 in Feldbach standesamtlich in zweiter Ehe eine Hermine Kofler; die kirchliche Trauung fand erst nach Kriegsende, am 31. Mai 1945, statt. Am 31. Juli 1942 ehelichte Hans Lohberger in Graz Ilse Taschner, mit der er drei Kinder hatte: Kurt (* 1943), Peter (* 1943) und Eva (* 1955).
Mitte 1943 führte Lohberger sein Medizinstudium während des Kriegsdienstes fort. Dazu befand er sich zuerst in Münster und später in Graz. Das Studium brach er jedoch im Jahr 1945 nach fünf Semestern erneut ab. Ende desselben Jahres veröffentlichte Lohberger erstmals seine schriftstellerischen Werke. Sie erschienen unter anderem in der Neuen steirischen Zeitung, 1946 in der Kulturzeitschrift Austria und dem Steierblatt (ab 1951 Südost Tagespost). Im Mai 1946 wurden seine Gedichte und Märchen von Lois Groß im Radio gelesen.

### Schriftstellerische Tätigkeit
Da er seinen Beruf als Bankangestellter hinderlich für sein literarisches Schaffen empfand, gab er diesen im Jahr 1946 auf und wurde damit zum freien Schriftsteller. Ab 1948 waren im Rundfunk erneut Lohbergers Werke wie Gedichte und Märchen zu hören, was durch Otto Hofmann-Wellenhof unterstützt wurde.
Jedoch bot seine Aktivität als freier Schriftsteller keine finanzielle Grundlage, so dass er Anfang 1949 eine neue berufliche Tätigkeit im Rechnungswesen der Kulturabteilung des Amtes der Steiermärkischen Landesregierung aufnahm. Dies geschah jedoch unter deutlicher Abnahme seines literarischen Schaffens.
Ab 1954 widmete er sich diesem wieder verstärkt. Er veröffentlichte in Zeitungen, darunter die Grazer Tageszeitung, die Südost Tagespost, die Kleine Zeitung, die Neue Zeit, die Wiener Zeitung und Europaruf. Im Jahr 1956 trat Lohberger dem Historischen Verein für Steiermark bei. Am 7. Dezember 1964 gewann er den Lyrikerwettbewerb des Weilburg-Verlages in Wien.
Im Jahr 1965 verstarb Hans Lohbergers Ziehmutter Luise Tybery; er trauerte sehr um sie. Ihr Grab besuchte er fast täglich. Hinzu kam, dass Lohberger und seine Frau sich zunehmend auseinander lebten. In dieser für ihn schweren Zeit entstanden von 1965 bis 1969 über 2.000 Gedichte, die er „Muttertotenlieder“ nannte – in Anlehnung an die liebevollen Kindergedichte Lohbergers prägte Kurt Schuschnigg den gegensätzlichen Begriff „Kinderlebenslieder“. In dieser Zeit lernte Lohberger auch Sigfrid Bein kennen, dem er, wie auch anderen Schriftstellern und Philosophen, in den vergangenen Jahren seine in Druck erschienenen Werke zugesandt hatte. Bein war ihm in der folgenden Zeit eine große Unterstützung.

### Verschlechterter Krankheitszustand
Hans Lohberger, der bereits seit seiner Geburt überdurchschnittlich häufig erkrankte, hatte ab Ende der 1960er-Jahre verstärkt unter einem deutlich verschlechterten Gesundheitszustand zu leiden. Ihn plagten Kopfschmerzen, Sprechstörungen, Kreislaufstörungen, Schwindel- und Ohnmachtsanfälle sowie Zusammenbrüche. So nahm seine schriftstellerische Schaffenskraft im Jahr 1970 deutlich ab und verschwand 1972 schließlich völlig; auch seinen Beruf als Landesbeamter gab er auf und trat am 1. Mai 1970 in den Ruhestand. Fünf Tage später, am 6. Mai, verstarb Lohbergers Vater.
Im Februar überließ Lohberger die Originalmanuskripte seine Werke der Universitätsbibliothek Graz; der Stapel hatte eine Höhe von zweieinhalb Metern. Einige Arbeiten reichte er noch später nach. In seinen letzten Lebensjahren verfasste Lohberger trotz seines sehr schlechten Krankheitszustandes nach einer schaffenslosen Zeit wieder neue Werke, darunter über 1.500 Gedichte. Die häufige Einnahme von Medikamenten gegen die vielfach auftretenden Kopfschmerzen hatten zu einer Medikamentensucht geführt, die nur vereinzelt mit Erfolg bekämpft werden konnte.
Hans Lohberger starb im Jahr 1979. Nachdem er sich beim Abendessen verschluckte, stieß er sich zu Hause an einer Ecke. Durch den Rettungsdienst wurde er ins Krankenhaus gebracht – jedoch bereits verstorben. Die Sterbeurkunde gibt als Sterbeort „im Rettungsauto“ und als Sterbeursache „Herzinfarkt“ an. Seine Urne wurde am Osthang des Reinerkogels bestattet, da er eine Beerdigung in der Familiengruft im St.-Leonhard-Friedhof ablehnte.

## Werke
Von den zahlreichen Werken Lohbergers wurde nur ein Bruchteil veröffentlicht. Lohberger erhielt außer für sein Werk Reimstunden des Lebens keine öffentlichen Subventionierungen. Auch vom Steirischen Schriftstellerbund erhielt er keine Förderung.
Auch Lohbergers Scheu vor der Öffentlichkeit und seine zurückhaltende Art hinderten ihn an einer mehr zur Gesellschaft hin gewandten Haltung.
In Druck erschienene Monografien sind hervorgehoben.

### Philosophische Schriften
- 1938: Der Anti-Eckehart – Selbstgespräche von heute, Tagebuchblätter für übermorgen
- 1938: Traum, Tat und Natur – Betrachtungen über die Kunst
- 1944: Der unerkannte Soldat – Notizen zur Kriegsgeschichte des freien Menschen
- 1944: Christus der Erlöste – Versuch einer Erkenntnis in Symbolen
- 1944: Buddhas Geheimnis im Gewissen – Beiträge zu einer Botanik der Menschheit
- 1944: Die permanente Reformation – Randbemerkungen zu einer Diagnose der Neuzeit
- 1950–1952: Proteus Perigrinus – Der Wanderer und die Welt (unter dem Decknamen Laual Naran)
- 1950–1953: Zugleichung des Ungleichen – Eine Philosophie des Denkens als Tat (unter dem Decknamen Laual Naran)
- 1954: Doppelgänger Mensch – Philosophie und Moral des Zugleich (Zusammenfassung der Grundaussagen von Zugleichung des Ungleichen)
- 1954/1955: Oswald Spenglers Untergang – Einiges über den Kult der Kultur
- 1955: Notizen über die Koexistenz aller Kunst
- 1955: Die klassenlose Gesellschaft – Notizen über die Realität einer Utopie
- 1955: Die lebendige Dynamik des Zugleich – Insignien einer koexistenzialistischen Philosophie
- 1959: Recht und Gerechtigkeit – Notizen eines Paragraphenfeindes
- 1959: Vom Reim unserer Sinne – Beiträge zu einer synästhetischen Erkenntnis
- 1960: Schein und Sein – Erkundungen einer amphilogischen Wissenschaft und bifrontalen Philosophie
- 1963: Jatus der Wiedergeborene – Am Anfang war das Ende (1964 erschienen)
- 1965–1968: Compendium philosophicum (als gekürzte Neufassung aller seiner philosophischen Schriften; es blieb jedoch unvollendet)
- 1968: Friedrich Nietzsche und Resa von Schirnhofer (erschienen in der Zeitschrift für philosophische Forschung)
- 1970: Kosmische Philosophie – zeitgemäß? (erschienen als Beiheft der Zeitschrift für philosophische Forschung erschienen)

### Aphorismen
- 1940/1941: Von Masse und Staat
- 1940–1942: Zwischenland Seele – Nachdenkliches und Vordenkliches (1967 gedruckt erschienen; enthielt etwa 500 Aphorismen)
- 1954: Wort, Schrift und Zahl
- 1954: Schaffendes Wissen – Schlafende Wissenschaft – Reformen und Reagenzien
- 1954: Frei Wozu? – Nachdenkliches und Vordenkliches
- 1954: Über die Wahr- und Falschnehmung – Vom Sinn und Unsinn unserer Sinne
- 1954: Zum Sehen geboren, zum Schauen bestellt – Vom Licht im Lichte der Seele
- 1954: Einfälle und Ausfälle – Sprich- und Denkworte
- 1963/1964: Kaleidoskop (enthielt über 2.000 Aphorismen aus rund 50 Sinnbereichen)
- 1971: Sätze und Gegensätze
- 1973: Gedanken und Einfälle

### Gedichte
- Als der Herr geboren ward (am 27. November 1949 als erste Vertonung von Artur Michl eines Lohbergers Gedichte erstmals öffentlich aufgeführt)
- 1953: Reimstunden des Lebens – Anekdoten und Gedichte
- 1953: Primavera Siciliana (Gedichtsammlung; entstand bei einer Sizilienreise)
- 1965: Lied aus dem Lärm (ab 1966 teilweise als Vertonung von Jürgen Ewers und Alarich Wallner erschienen)
- 1966: Spiel des Windes (Gedichtsammlung)

### Biografien
- 1956: Biografie über Hans von Hammerstein-Equord
- 1957: Hans von Hammerstein, der Dichter und Mensch

Darüber hinaus schrieb Lohberger Biografien über Anton Graf Proschek-Osten, Joseph Freiherr von Hammer-Purgstall, Faust Pachler und Marie Pachler-Koschak. Hans Lohberger verfasste auch die Artikel über die beiden zuletzt genannten Personen im Österreichischen Biographischen Lexikon aus dem Jahr 1978. Des Weiteren entstanden Biografie von Peter Rosegger, Hans Kloepfer, Wilhelm Kienzl, Rudolf Hans Bartsch, Anton Schlossar und Ernst Décsey.
- 1962: Kurt Schuschnigg – Ein österreichisches Schicksal

Ende der 1960er-Jahre und Anfang der 1970er-Jahre verfasste Lohberger Biografien über Isabella Wendelin zu Kürnberger, Caroline Pichler zu Prokesch-Osten und Emma von Lutterroth zu Tegetthoff.

### Romane
- 1946: Alador (Erstling)
- 1946–1947: Pablo im Sonnenland (1968 in gekürztem Umfang unter dem Titel Inkagold erschienen)
- 1955: Station X
- 1956: Herz am Hammer

### Dramen
- 1953: Königin Liebe (Tragödie)
- 1953: Komödianten (Komödie)
- 1954: Das Zugleich des Traumes – Eine Deutung seiner Deutungen
- 1957: Koresos und Kallirhoe (Tragödie)
- 1961: Sternstunde im Paradeis – Ein Spiel um Johannes Keplers Grazer Jahre
- 1963: Gabriel Reustl – Recht und Rache im Bauernkrieg

### Essays
- 1947: Ecce Austria (ungedruckt)
- 1947: Erwandertes aus Österreich (ungedruckt)

### Volkskundliche Werke
- 1960: Zaun (Hag) und Haus in ihrer genealogischen und morphologischen Beziehung zueinander
- 1960: Der Iglu oder die planetare Ur-Architektur

### Texte zu musikalischen Werken
- Europa vocata (Opus 45) – Oratorium von Hanns Holenia (am 7. Dezember 1957 im Neuen Kongresshaus in Salzburg teilweise uraufgeführt und am 27. April 1958 vom Steirischen Tonkünstlerbund in Graz uraufgeführt)
- 1965: Tiroler Ballade (1813) – Oper von Hanns Holenia (am 28. Mai 1968 vom Grazer Stadtorchester teilweise uraufgeführt und am 23. November 1969 im Radio uraufgeführt)

## Aphorismen und Gedichte in anderen Werken
Aphorismen von Hans Lohberger befinden sich beispielsweise in folgenden Werken:
- Lothar Schmidt: Das große Handbuch geflügelter Definitionen. Moderne-Verlag, München 1971
  - Schlagfertige Definitionen. Von Aberglaube bis Zynismus. Rowohlt Taschenbuch-Verlag, Reinbek bei Hamburg 1974
  - Aphorismen von A-Z. Das große Handbuch geflügelter Definitionen. VMA-Verlag, Wiesbaden 1971

Gedichte Lohbergers sind beispielsweise in folgenden Werken enthalten:
- Hans M. Loew: Die Sammlung – Junge Lyrik aus Österreich. Ullstein-Verlag, Wien 1947 (Anthologie)
- Rudolf Henz, Alfred Weikert: Dichtung der Gegenwart. Stiasny, Graz-Wien-München (1952 im Sonderband und 1954 im 54. Band)
- Hans Weigel: Stimmen der Gegenwart. Albrecht Dürer-Verlag, Wien 1954 (Anthologie)
- Carl Egmont Paar: Verschlüsselt und versiegelt. Weilburg-Verlag, Baden bei Wien 1968